# Mark Lehmstedt

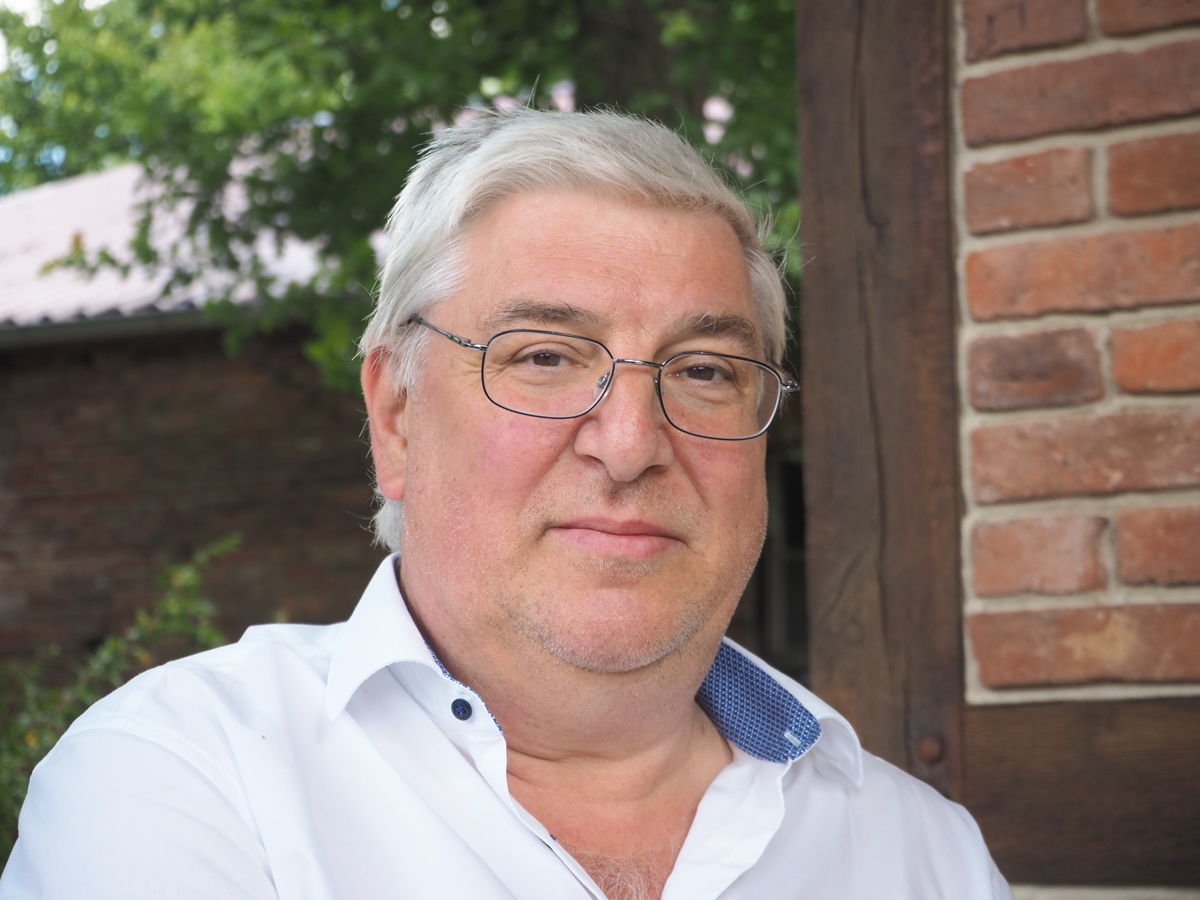
Mark Lehmstedt (2022)

Mark Lehmstedt (* 11. Februar 1961 in Ost-Berlin) ist ein deutscher Verleger und Buchwissenschaftler. 2003 gründete er in Leipzig den Lehmstedt Verlag.

## Leben
Mark Lehmstedt ist der Sohn von Sigrid Lehmstedt (1929–2022). Er wuchs in Berlin auf, wo er unter anderem das Gymnasium zum Grauen Kloster (2. Erweiterte Oberschule) besuchte. Nach der Veröffentlichung einer Schülerzeitung, in der er sich gegen Missstände im Bildungssystem der DDR wandte, wurde er im April 1979, vier Wochen vor Beginn der Abiturprüfungen, von der Schule relegiert. Die Hintergründe und Auswirkungen dieses Vorfalls wurden 2009 zum erzählerischen Leitfaden des Buches Klosterkinder von Knut Elstermann. Anschließend arbeitete er 1979/1980 „zur Bewährung“ als Hilfsarbeiter im VEB Braunkohlenkombinat Bitterfeld und schloss eine Ausbildung zum Facharbeiter für Anlagen und Geräte, Spezialisierungsrichtung Tagebaugroßgeräte ab. 1980 erhielt er die Erlaubnis, sein Abitur extern an der Volkshochschule Berlin-Mitte abzulegen. Ab 1980 absolvierte er seinen Wehrdienst in der Nationalen Volksarmee der DDR. Anschließend studierte er Germanistik an der Karl-Marx-Universität (1983–1985) und an der Humboldt-Universität zu Berlin (1985–1987). Seine Diplomarbeit zum Übersetzungswesen im 18. Jahrhundert wurde mit dem Humboldt-Preis der Universität ausgezeichnet.
Von 1987 bis 1991 arbeitete er als Wissenschaftlicher Assistent am Lehrstuhl für deutsche Literatur des 18. Jahrhunderts der Universität Leipzig. Seine Promotion über die Arbeitsweise eines Verlags im Zeitalter der Aufklärung und den Verleger Philipp Erasmus Reich war die erste Promotion an der Universität Leipzig, für die 1990 mit Herbert G. Göpfert von der Ludwig-Maximilians-Universität München auch ein Gutachter aus der Bundesrepublik Deutschland herangezogen wurde.
Mit seinen Vorlesungen und Seminaren zur Geschichte des deutschen Buchwesens schuf Mark Lehmstedt 1990/1991 die Grundlagen zu einer Begründung des Faches Buchwissenschaft an der Universität Leipzig. 1990 gründete er gemeinsam mit Lothar Poethe den Leipziger Arbeitskreis zur Geschichte des Buchwesens und wurde zum Gründungsherausgeber des Leipziger Jahrbuchs zur Buchgeschichte und der Reihe Schriften und Zeugnisse zur Buchgeschichte. Im Auftrag des Arbeitskreises organisierte er mehrere wissenschaftliche Tagungen, unter anderem zum Buchwesen im frühen 19. Jahrhundert (1992), zum internationalen Buchhandel im 18. Jahrhundert (1994), zum innerdeutschen Literaturaustausch 1949–1989 (gemeinsam mit Siegfried Lokatis, 1996) sowie zum Verhältnis von Buchwesen und sozialen, nationalen und kulturellen Bewegungen zu Beginn des 20. Jahrhunderts (1998). 1992 war er Gründungsmitglied der Society für the History of Authorship, Reading und Publishing (SHARP) und gehörte von 1993 bis 1998 ihrem Vorstand an. Seit 1996 ist er Korrespondierendes Mitglied der Historischen Kommission des Börsenvereins des Deutschen Buchhandels.
Von 1991 bis 1999 war Mark Lehmstedt in verschiedenen Forschungsprojekten tätig, unter anderem als Fellow des Wissenschaftskollegs zu Berlin (1993/94) und als wissenschaftlicher Mitarbeiter der Magnus-Hirschfeld-Gesellschaft (1997–1999).
1999 trat Mark Lehmstedt als Lektor in den Verlag Directmedia in Berlin ein. Hier betreute er zahlreiche Veröffentlichungen der CD-ROM-Reihe Digitale Bibliothek und gab mehrere Editionen auch selbst heraus, darunter Geschichte des deutschen Buchhandels, Deutsche Literatur von Frauen sowie English and American Literature.
2003 gründete Mark Lehmstedt den Lehmstedt Verlag in Leipzig. Der Verlag widmet sich den Schwerpunkten Kulturgeschichte Ostdeutschlands, Fotografie, Reiseführer und Buchgeschichte.
2012 habilitierte sich Mark Lehmstedt im Fach Buchwissenschaft an der Johannes Gutenberg-Universität Mainz mit einer Studie über Comics und Zensur in der DDR.
Ab 2016 gehörte Mark Lehmstedt mehrere Jahre lang dem Vorstand des Landesverbandes Sachsen, Sachsen-Anhalt und Thüringen des Börsenvereins des Deutschen Buchhandels an und war zeitweise Leiter der Fachgruppe Herstellender Buchhandel. Im Jahr 2019 wurde er zum Vorsitzenden des Leipziger Geschichtsvereins e.V. gewählt.

## Veröffentlichungen (Auswahl)

### Monografien
- Philipp Erasmus Reich (1717–1787). Verleger der Aufklärung und Reformer des deutschen Buchhandels. [Ausstellungskatalog]. Universität Leipzig, Leipzig 198, DNB 993621910.
- „Ich bin nicht gewohnt, mit Künstlern zu dingen ....“ Philipp Erasmus Reich und die Buchillustration im 18. Jahrhundert (= Neujahrsgabe der Deutschen Bücherei Leipzig. 1990). Deutsche Bücherei, Leipzig 1989, ISBN 978-3-7360-0027-8 [zugleich: Olms-Weidmann, Hildesheim 1989, DNB 1066670218].
- Struktur und Arbeitsweise eines Verlages der deutschen Aufklärung. Die Weidmannsche Buchhandlung in Leipzig unter der Leitung von Philipp Erasmus Reich (1717–1787) zwischen 1745 und 1787. Diss. phil. Leipzig, Universität Leipzig 1990, DNB 920112285.
- Literaturvermittlung. Zeugnisse aus einer Sammlung zur Geschichte des Buchwesens (= Schriften und Zeugnisse zur Buchgeschichte. Band 1) Harrassowitz, Wiesbaden 1992, ISBN 978-3-447-03290-2.
- Goethe kommt in die Welt. Leipzig 1765–1768. Ausstellung des Stadtgeschichtlichen Museums Leipzig, 25. August bis 31. Oktober 1999. [Ausstellungsverzeichnis]. Stadtgeschichtliches Museum Leipzig, Leipzig 1999, DNB 96030407X.
- Bücher für das »dritte Geschlecht«. Der Max Spohr Verlag in Leipzig (1881–1951) (= Schriften und Zeugnisse zur Buchgeschichte. Band 14). Verlagsgeschichte und Bibliographie. Harrassowitz, Wiesbaden 2002, ISBN 978-3-447-04538-4.
- Art Tatum. Eine Biografie. Lehmstedt, Leipzig 2009, ISBN 978-3-937146-80-5 (englischsprachige Ausgabe: "God Is in the House". A Biography of Art Tatum. Wolke Verlag, Hofheim 2024, ISBN 978-3-95593-260-2).
- Die geheime Geschichte der Digedags. Die Publikations- und Zensurgeschichte des »Mosaik« von Hannes Hegen (1955–1975). Lehmstedt, Leipzig 2010 (zugl. Diss. phil. habil. Universität Mainz, 2012), ISBN 978-3-937146-99-7
- Dresden um 1900. Die Innenstadt in kolorierten Ansichtskarten. Lehmstedt, Leipzig 2013, ISBN 978-3-942473-55-2
- Buchstadt Leipzig. Biografisches Lexikon des Leipziger Buchgewerbes. Band 1: 1420–1538. Lehmstedt, Leipzig 2019, ISBN 978-3-95797-099-2
- Buchtüten. Werbung für das Buch. Lehmstedt, Leipzig 2021, ISBN 978-3-95797-125-8
- "Uebersetzungsmanufactur" und "proletarische Scribenten". Buchmarkt und Übersetzungswesen im 18. Jahrhundert. Lehmstedt, Leipzig 2022, ISBN 978-3-95797-141-8
- Der zweite Buchmarkt. Der Leipziger Gebrauchtbuchhandel im 17. und 18. Jahrhundert. Lehmstedt, Leipzig 2025, ISBN 978-3-95797-177-7.

### Herausgeberschaft
- Beiträge zur Geschichte des Buchwesens im frühen 19. Jahrhundert. Ausgewählte Referate der Tagung des Leipziger Arbeitskreises zur Geschichte des Buchwesens vom 25. bis 27. September 1992 (= Schriften und Zeugnisse zur Buchgeschichte. Band 3). Harrassowitz, Wiesbaden 1993, ISBN 978-3-447-03407-4.
- mit Siegfried Lokatis: Das Loch in der Mauer. Der innerdeutsche Literaturaustausch (= Schriften und Zeugnisse zur Buchgeschichte. Band 10). Harrassowitz, Wiesbaden 1997, ISBN 978-3-447-03918-5.
- mit Andreas Herzog: Das bewegte Buch. Buchwesen und soziale, nationale und kulturelle Bewegungen um 1900  (= Schriften und Zeugnisse zur Buchgeschichte. Band 12). Harrassowitz, Wiesbaden 1999, ISBN 978-3-447-04206-2.
- Geschichte des deutschen Buchwesens (= Digitale Bibliothek. Band 26). [CD-ROM]. Directmedia, Berlin 2000, ISBN 978-3-89853-126-9.
- Dichtung der Antike von Homer bis Nonnos (= Digitale Bibliothek. Band 30). [CD-ROM]. Directmedia, Berlin 2000, ISBN 978-3-89853-130-6.
- Deutsche Literatur von Frauen. Von Catharina von Greiffenberg bis Franziska zu Reventlow (= Digitale Bibliothek. Band 45). [CD-ROM]. Directmedia, Berlin 2001, ISBN 978-3-89853-145-0.
- English and American Literature from Shakespeare to Mark Twain (= Digitale Bibliothek. Band 59). [CD-ROM]. Directmedia, Berlin 2002, ISBN 978-3-89853-159-7.
- William Shakespeare: Complete Works, English and German (= Digitale Bibliothek. Band 61). [CD-ROM]. Directmedia, Berlin 2002, ISBN 978-3-89853-161-0.
- Leipzig brennt. Der Untergang des alten Leipzig am 4. Dezember 1943 in Fotografien und Berichten. Lehmstedt, Leipzig 2003, ISBN 978-3-937146-06-5.
- Georg Witkowski: Von Menschen und Büchern. Erinnerungen 1863–1933. Lehmstedt, Leipzig 2003, ISBN 978-3-937146-08-9.
- Jean Paul: Hungerjahre in Leipzig. Briefe aus der Studentenzeit 1781–1784. Lehmstedt, Leipzig 2003, ISBN 978-3-937146-04-1.
- Leipzig in Trümmern. Das Jahr 1945 in Briefen, Tagebüchern und Fotografien. Lehmstedt, Leipzig 2004, ISBN 978-3-937146-16-4.
- Johann Adam Hiller: Mein Leben. Autobiographie, Briefe und Nekrologe. Lehmstedt, Leipzig 2004, ISBN 978-3-937146-13-3.
- Hans Mayer: Briefe 1948–1963. Lehmstedt, Leipzig 2006, ISBN 978-3-937146-25-6.
- Der Fall Hans Mayer. Dokumente 1956–1963. Lehmstedt, Leipzig 2006, ISBN 978-3-937146-41-6.
- Leipzig wird braun. Das Jahr 1933 in Zeitungsberichten und Fotografien. Lehmstedt, Leipzig 2008, ISBN 978-3-937146-55-3.
- Leipzig wird rot. Das Jahr 1949 in Zeitungsberichten und Fotografien. Lehmstedt, Leipzig 2011, ISBN 978-3-942473-19-4.
- Roger Rössing, Renate Rössing: Leipziger Impressionen. Fotografien 1946–1989. Im Auftrag der Deutschen Fotothek herausgegeben. Lehmstedt, Leipzig 2013, ISBN 978-3-942473-54-5.
- Leipzig in den Zwanziger Jahren. Fotografien 1918–1933. Lehmstedt, Leipzig 2015, ISBN 978-3-95797-010-7.
- (mit Mathias Bertram): Mahmoud Dabdoub: Neue Heimat Leipzig. Fotografien 1982–1989. Lehmstedt, Leipzig 2016, ISBN 978-3-95797-028-2.
- Norbert Vogel: Leipziger Landschaften. Fotografien 1976–1990. Lehmstedt, Leipzig 2017, ISBN 978-3-95797-002-2.
- Karl Heinz Mai: Reporter auf drei Rädern. Fotografien 1945–1964. Lehmstedt, Leipzig 2019, ISBN 978-3-95797-095-4.
- Christian Felix Weiße: Briefe 1755–1804. [3 Bände]. Unter Mitarbeit von Katrin Löffler. Lehmstedt, Leipzig 2022, ISBN 978-3-95797-131-9.
- Clara Licht: Tagebücher 1882–1912. Lehmstedt, Leipzig 2023, ISBN 978-3-95797-139-5.